# Бобровники (Ловицький повіт)
Бобровники (пол. Bobrowniki) — село в Польщі, у гміні Неборув Ловицького повіту Лодзинського воєводства.
Населення — 1278 осіб (2011).
У 1975-1998 роках село належало до Скерневицького воєводства.

## Демографія
Демографічна структура станом на 31 березня 2011 року:
|          | Загалом | Допрацездатний вік | Працездатний вік | Постпрацездатний вік |
| -------- | ------- | ------------------ | ---------------- | -------------------- |
| Чоловіки | 596     | 124                | 407              | 65                   |
| Жінки    | 682     | 138                | 402              | 142                  |
| Разом    | 1278    | 262                | 809              | 207                  |